# Meşerqān
Meşerqān (persiska: مصرقان, ميسَرقان, مَسَر غَن) är en ort i Iran.   Den ligger i provinsen Markazi, i den nordvästra delen av landet, 150 km väster om huvudstaden Teheran. Meşerqān ligger 2 208 meter över havet och antalet invånare är 452.
Terrängen runt Meşerqān är huvudsakligen kuperad, men åt nordväst är den platt. Runt Meşerqān är det ganska glesbefolkat, med 27 invånare per kvadratkilometer. Närmaste större samhälle är Kabūd Kamar, 19,9 km öster om Meşerqān. Trakten runt Meşerqān består i huvudsak av gräsmarker.